# Stenasellus ruffoi
Stenasellus ruffoi är en kräftdjursart som beskrevs av Messana 1993. Stenasellus ruffoi ingår i släktet Stenasellus och familjen Stenasellidae. Inga underarter finns listade i Catalogue of Life.